# Bella Block: Auf der Jagd
Auf der Jagd ist ein deutscher Fernsehfilm von Markus Imboden aus dem Jahr 1998. Es handelt sich um den 5. Filmbeitrag der ZDF-Kriminalfilmreihe Bella Block.

## Handlung
Privat läuft es für Bella Block in ihrem fünften Fall sehr gut. Sie lernt den sympathischen Simon Abendroth kennen. Doch beruflich wird sie in ein Dorf gerufen, in dem ein Ehepaar kaltblütig ermordet wurde. Als während der Ermittlungen ein weiterer Doppelmord geschieht, beginnt für Bella Block ein Wettlauf mit der Zeit, da sie vermutet, dass ein perfider Serientäter am Werk ist, möglicherweise ein Jäger. Ein Zeuge aus dem Dorf beschuldigt Swen Reinhardt, dieser ist tatsächlich ein Jäger und da weitere Indizien gegen den Mann sprechen, wird er vorläufig festgenommen. Der Wirt des Dorfes, Hans Knipper, bei dem Bella Block ein Zimmer genommen hat, setzt sich für Reinhardt ein, auch der Dorflehrer Thomas Maasen erklärt, dass der Verhaftete unschuldig sei. Unerwartet kann ein anonymer Anrufer identifiziert werden, der sich per Telefon als der gesuchte Täter ausgegeben hatte. Obwohl die Kommissarin davon überzeugt ist, dass sich der Mann nur wichtig machen will, lässt sie ihn festnehmen. Sie hofft, so den wahren Mörder in Sicherheit zu wiegen, sodass dieser sich möglicherweise verrät. Sie gibt bekannt abzureisen, da der Fall gelöst sei. Zum Abschied sucht sie Thomas Maasen auf. Sie hat den Dorflehrer schon eine Weile in Verdacht und geht nun in die Offensive. Ganz gezielt spricht sie ihn auf die Morde an und in seinen Äußerungen erkennt sie, wie hinter der Dorflehrerfassade die Abgründe menschlichen Scheiterns lauern. Bella Block kann durch die geschickte Gesprächsführung Maasen tatsächlich dazu bewegen, die Taten zu gestehen.

## Hintergrund
Der Film wurde in Hamburg gedreht und am 14. November 1998 um 20:15 Uhr im ZDF erstausgestrahlt.